# Sobirans
Sobirans es una entidad poblacional diseminada que está a 3 km de la población, compuesto de casas rurales y fincas rústicas, y pertenece al término municipal de Arenys de Munt, provincia de Barcelona, Cataluña.
En Sobirans nace la Riera de Sobirans que atraviesa las poblaciones de Arenys de Munt y Arenys de Mar. Hasta hace poco, cuando por una tormenta llovía intensamente, dicha riera arrastraba hasta el mar vehículos y en más de alguna ocasión había ocasionado daños personales. En la actualidad la riera está canalizada y enterrada a su paso por Arenys de Mar, y terminándose las obras superficiales en Arenys de Munt.
Sobirans está rodeado de montañas boscosas, cuya vegetación se compone principalmente de Pino Piñonero o del Mediterráneo, encinas y Alcornoques.
Parte de los bosques que componen Sobirans, entran dentro del parque natural Corredor - Montnegre.
- Datos: Q6130618